# Orsa kommun
Orsa kommun är en kommun i Dalarnas län. Centralort är Orsa.
Kommunen ligger formellt i Svealand men naturgeografiskt i norrlandsterräng. En meteoritnedslag i detta område har skapat Siljansringen, en ring av mjuka och kalkrika bergarter. Längs denna kalkring har en tät bondebygd utvecklats sedan tidig medeltid, medan barrskog dominerar utanför ringen. 
Orsas näringsliv domineras av små och medelstora företag inom skogs- och verkstadsindustrin samt turistnäringen. De flesta arbetstillfällena finns inom offentlig sektor och turistnäringen. Två av kommunens större turistattraktioner är skidanläggningen Orsa Grönklitt och Orsa Rovdjurspark, Europas största rovdjurspark.
Kommunens folkmängd har stabilt legat kring 7 000 personer sedan dess bildande 1971.
Socialdemokraterna har varit största parti i kommunen med undantag för valen 1971, 1973, 2014, 2018 och 2022 då Centerpartiet har dominerat lokalpolitiken.

## Administrativ historik
Kommunens område motsvarar Orsa socken där Orsa landskommun bildades vid kommunreformen 1862. 
Orsa municipalsamhälle inrättades 13 juni 1902 och upplöstes vid utgången av 1966.
Kommunreformen 1952 påverkade inte indelningarna i området. 
Orsa kommun bildades vid kommunreformen 1971 genom en ombildning Orsa landskommun.
Kommunen ingår sedan bildandet i Mora domsaga.

## Geografi

### Topografi och hydrografi
Kommunen ligger formellt i Svealand men naturgeografiskt i norrlandsterräng. På grund av den osannolika händelsen att en meteorit slagit ner i denna norrlandsterräng har en ring av mjuka och kalkrika bergarter bildats, kallad Siljansringen. Utmed denna kalkring har en förtätad bondebygd utvecklat sig sedan tidig medeltid. Utanför kalkringen växer barrskog. Eftersom många av Svealands trädgårdsväxter därtill har sin NV-gräns nära Orsa samhälle är ett par av kommunens motton sakligt underbyggda, främst "På gränsen mellan vildmark och kulturbygd". Medan "Där Vildmarken börjar" gäller vid ankomst från söder då den mer höglänta norrlandsterrängen börjar strax norr om Orsa samhälle. Då höglandet numer i stort sett är obebott och björnen tydligt ökat i antal är beteckningen "Vildmark" inte fel.
Nedan presenteras andelen av den totala ytan 2020 i kommunen jämfört med riket.
|  | Bebyggelse (1,7 %) |

|  | Skog (83,3 %) |

|  | Öppen myrmark (11,0 %) |

|  | Jordbruksmark (0,9 %) |

|  | Övrig mark (3,0 %) |

|  | Bebyggelse (3,1 %) |

|  | Skog (68,0 %) |

|  | Öppen myrmark (7,2 %) |

|  | Jordbruksmark (7,4 %) |

|  | Övrig mark (14,3 %) |

### Naturskydd
Ungefär 5,6 procent 15,7 procent av landytan) av Orsa kommuns areal hade år 2019 skydd i form av naturreservat, naturvårdsområden, naturminnen och biotopskydd. Detta motsvarade 10 046 hektar. Bland naturreservat i Orsa kommun kan nämnas Tenningbrändan, en lövbränna som uppstod efter en brand 1896. Länsstyrelsen I Dalarnas län skriver att "En lövbränna är numera en mycket ovanlig naturtyp med höga naturvärden". I området hittas till exempel lunglav, enstaka exemplar av nordlig anisticka och nattviol. Ett annat exempel är det kommunala reservatet Knutar Einars äng som beskrivs som "Dalarnas sista större kalkfuktäng". Där växer arter som späd ögontröst, ängsgentiana, fältgentiana, älväxing och majviva. Populärt är även att vintertid åka längdskidor på Koppången, som ligger några mil norr om Orsa.

### Administrativ indelning
Fram till 2016 var kommunen för befolkningsrapportering indelad i ett enda område, Orsa församling.
Från 2016 indelas kommunen indelad i ett enda distrikt, Orsa distrikt.

### Tätorter
År 2020 bodde 87,6 procent av kommunens invånare i någon av kommunens tätorter, vilket var lika som motsvarande siffra för riket där genomsnittet var 87,6 procent. Vid Statistiska centralbyråns tätortsavgränsning 2020 fanns det två tätorter i Orsa kommun:
| Tätort      | Befolkning |
| ----------- | ---------- |
| Orsa        | 5 668      |
| Skattungbyn | 354        |

## Styre och politik

### Styre
Mandatperioden 2010–2014 styrdes kommunen av en blocköverskridande koalition bestående av Socialdemokraterna, Miljöpartiet, Moderaterna och Folkpartiet. Tillsammans samlade partierna 16 av 31 mandat i kommunfullmäktige. Efter valet 2014 styrde Centerpartiet tillsammans med Kristdemokraterna och Miljöpartiet. Samma koalition fortsatte styra även mandatperioden 2018–2022.
Mandatperioden 2022–2026 styrs kommunen av Socialdemokraterna och Centerpartiet.

### Kommunfullmäktige

#### Presidium
| Presidium 2022–2026    | Presidium 2022–2026 | Presidium 2022–2026 |
| ---------------------- | ------------------- | ------------------- |
| Ordförande             | C                   | Anne-Marie Fröjdh   |
| Förste vice ordförande | C                   | Bernt Westerhagen   |
| Andre vice ordförande  | S                   | Marie Olsson        |

#### Mandatfördelning 1970–2022
Det lokala partiet Kommunal samling åkte ur kommunfullmäktige 1973. I valet tre år senare fick även det lokala partiet Frihetliga kommunalfolket lämna kommunfullmäktige. I samma val fick dock Kristdemokraterna och Vänsterpartiet sina första mandat i kommunfullmäktige. År 1982 kom Miljöpartiet in med ett mandat. I valet 1988 förlorade Vänsterpartiet sitt enda mandat men återfick det i det påföljande valet där även Ny demokrati fick en plats.

Det lokala Orsapartiet fick två mandat i kommunfullmäktige i valet 1994 men åkte ur valet därpå. År 2002 kom Sverigedemokraterna in i fullmäktige och i omvalet 2003 kom även SPI Välfärden in och stannade i fullmäktige den mandatperioden. Liberalerna fick lämna kommunfullmäktige efter valet 2014.
| 12 | 2 | 2 | 10 | 3 | 2 |

| 25 | 6 |

| 12 |  | 13 | 2 | 3 |

| 23 | 8 |

|  | 12 | 10 | 3 |  | 4 |

| 23 | 8 |

|  | 13 | 9 | 3 |  | 4 |

| 24 | 7 |

|  | 15 |  | 5 |  |  | 7 |

| 22 | 9 |

|  | 14 |  | 6 | 4 |  | 4 |

| 23 | 8 |

| 13 | 3 | 6 | 4 |  | 4 |

| 23 | 8 |

|  | 11 |  | 4 | 6 | 3 | 2 | 3 |

| 23 | 8 |

| 2 | 13 | 2 | 2 | 6 | 2 |  | 3 |

| 17 | 14 |

| 3 | 12 | 2 | 6 |  | 3 | 4 |

| 19 | 12 |

| 2 | 13 |  |  | 7 | 2 | 2 | 3 |

| 15 | 16 |

| 2 | 12 |  | 2 |  | 8 |  | 2 | 2 |

| 18 | 13 |

| 2 | 13 |  |  | 8 |  | 2 | 3 |

| 16 | 15 |

| 2 | 11 | 2 | 2 | 9 |  | 2 | 2 |

| 17 | 14 |

| 2 | 8 |  | 5 | 12 |  |  |  |

| 20 | 11 |

| 2 | 8 |  | 3 | 13 | 2 | 2 |

| 19 | 12 |

| 2 | 7 |  | 5 | 11 | 2 | 3 |

| 18 | 13 |

### Nämnder

#### Kommunstyrelse
Kommunstyrelsen i Orsa kommun utgörs av 13 ordinarie ledamöter. Kommunstyrelsens ordförande är Orsa kommuns enda kommunalråd. Under kommunstyrelsen finns fyra utskott, dessa är för; lärande, samhälle, omsorg samt service och utveckling.
| Presidium 2022–2026    | Presidium 2022–2026 | Presidium 2022–2026 |
| ---------------------- | ------------------- | ------------------- |
| Ordförande             | C                   | Mikael Thalin       |
| Förste vice ordförande | S                   | Magnus Bjurman      |
| Andre vice ordförande  | M                   | Joakim Larsson      |

#### Lista över kommunstyrelsens ordförande
- Ann Beskow, Socialdemokraterna, 1995–februari 2008[22][23][24]
- Marie Olsson, Socialdemokraterna, 2008–31 december 2014[25][22]
- Mikael Thalin, Centerpartiet, 1 januari 2015–[26]

Denna lista hämtas från Wikidata. Informationen kan ändras där.

#### Övriga nämnder
Orsa kommun en egen nämnd; valnämnden. Därutöver finns kommungemensamma nämnder. Det vill säga nämnder som är gemensamma med andra kommuner. 
Sedan 2010 är gymnasienämnden, nämnden för social myndighetsutövning och servicenämnd lön gemensamma med Mora kommun och Älvdalens kommun. Två år senare bildade de tre kommunerna även en gemensam servicenämnd för IT. Dessutom är miljö- och byggnämnden är gemensam med Mora kommun.

## Ekonomi och infrastruktur

### Näringsliv
Orsa kommuns näringsliv består främst av små och medelstora företag inom skogs- och verkstadsindustrin samt turistnäringen. Till de största industriföretagen hör AB Kandre (toalettsitsar), beläget i centralorten Orsa. De flesta arbetstillfällena finner man dock inom offentlig sektor och turistnäringen.
Bland kommunens större turistattraktioner hittas skidanläggningen Orsa Grönklitt som 1965–2005 drevs som en kommunal anläggning. Där ligger även Orsa Rovdjurspark som är Europas största rovdjurspark med bland annat Sveriges enda isbjörnar. Orsa rovdjurspark lockar omkring 100 000 besökare varje år.

### Infrastruktur

#### Transporter
Orsa kommun genomkorsas i nord–sydlig riktning av Inlandsbanan. Genom kommunen går även E45 och länsväg 296. Dessutom går Siljansleden genom södra delarna av kommunen.
Orsa-Tallhed flygfält är ett bevarat krigsflygfält från andra världskriget.

## Befolkning

### Befolkningsutveckling
Kommunen har 6 851 invånare (31 december 2024), vilket placerar den på 253:e plats avseende folkmängd bland Sveriges kommuner.
| Befolkningsutvecklingen i Orsa kommun 1970–2020                                                                 | Befolkningsutvecklingen i Orsa kommun 1970–2020 | Befolkningsutvecklingen i Orsa kommun 1970–2020 | Befolkningsutvecklingen i Orsa kommun 1970–2020 | Befolkningsutvecklingen i Orsa kommun 1970–2020 |
| --- | ----------------------------------------------- | ----------------------------------------------- | ----------------------------------------------- | ----------------------------------------------- |
| |                                                 |                                                 |                                                 |                                                 |
| År |                                                 |                                                 | Folkmängd                                       |                                                 |
| 1970 | 1970                                            |                                                 | 6 917                                           |                                                 |
| 1975 | 1975                                            |                                                 | 7 005                                           |                                                 |
| 1980 | 1980                                            |                                                 | 7 354                                           |                                                 |
| 1985 | 1985                                            |                                                 | 7 353                                           |                                                 |
| 1990 | 1990                                            |                                                 | 7 351                                           |                                                 |
| 1995 | 1995                                            |                                                 | 7 399                                           |                                                 |
| 2000 | 2000                                            |                                                 | 6 986                                           |                                                 |
| 2005 | 2005                                            |                                                 | 7 020                                           |                                                 |
| 2010 | 2010                                            |                                                 | 6 922                                           |                                                 |
| 2015 | 2015                                            |                                                 | 6 750                                           |                                                 |
| 2020 | 2020                                            |                                                 | 6 877                                           |                                                 |
| Anm: Uppgifterna avser förhållandena den 31 december enligt den kommunala indelningen den 1 januari året efter. |                                                 |                                                 |                                                 |                                                 |

## Kultur

### Museum
Orsa Slipstensmuseum är ett industriminne över en tidigare viktig lokal näring.

### Kulturarv
De stora skogarna börjar strax norr om Orsa. Här finns det glesbefolkade Orsa finnmark, dit många skogsfinnar flyttade in under 1600-1800-talen. En rest från detta är de många stigar och vandringsleder som finns i området. Dessa har kommit att kallas prästvägar eftersom prästerna årligen gjorde  ett eller flera besök i den otillgängliga finnmarken för att hålla husförhör samt föra böcker över befolkningen. Från den svenska delen av Orsa finns Skräddar-Djurberga bevarad. Det är en levande fäbod med ett 20-tal byggnader från 1600-talet.
Rester efter den tidigare traditionen av flottning i Ämån finns att beskåda vid Helvetesfallet och Storstupet.

### Kommunvapen
Blasonering: I fält av guld tre röda orsaslipstenar, ordnade två och en.
Tillverkning av slipstenar har skett länge i trakten och en sådan finns också på ett sockensigill från 1720. Vapnet fastställdes av Kungl. Maj:t år 1943 för Orsa landskommun. Kommunen berördes inte av 50- och 70-talens indelningsreformer, men vapnet registrerades hos PRV enligt de nya reglerna för kommunala vapen år 1974.